# Empereur du sale
Albums de Lorenzo
Rien à branler
(2018)
Empereur du sale est le 1er album studio du rappeur français Lorenzo sorti en 2016. L'album est certifié disque d'or en France .

## Pistes
| 1.  | Empereur du sale                                  | Lorenzo                                | CashMoneyAP       | 3:20 |
| 2.  | Que du sale (feat. Foda C)                        | Lorenzo, Foda C                        | Kay-T Production  | 2:17 |
| 3.  | Fais pas le mec                                   | Lorenzo                                | Boonia Woop, Cxdy | 3:11 |
| 4.  | J'adore sa (feat. Foda C, Lujipeka)               | Lorenzo, Foda C, Lujipeka              | LA BEATS          | 2:28 |
| 5.  | Freestyle du sale                                 | Lorenzo                                | Trooh Hipi        | 1:54 |
| 6.  | Beurette de luxe                                  | Lorenzo                                | CashMoney AP      | 2:27 |
| 7.  | En fumette (feat. Foda C, Jeune Pablo & Lujipeka) | Lorenzo, Foda C, Jeune Pablo, Lujipeka | RJacks, Masta     | 3:07 |
| 8.  | Du très très sale (feat. Le Poto Rico)            | Lorenzo, Le Poto Rico                  | Alexander Wayne   | 3:19 |
| 9.  | Keske tu veux (feat. Foda C, Lujipeka, Yro)       | Lorenzo, Foda C, Lujipeka, Yro         | Jacob Lethal      | 2:43 |
| 10. | Mamène (feat. Foda C)                             | Lorenzo, Foda C                        | Atti Xiv          | 4:16 |
| 11. | Petit Prince                                      | Lorenzo                                | Jacob Lethal      | 3:47 |
| 12. | Ma vie (feat. Foda C)                             | Lorenzo, Foda C                        | Bruce Wayne       | 3:26 |
| 13. | Sale babos de merde                               | Lorenzo                                | Taylor King       | 2:47 |
| 14. | J'gamberge (feat. Lujipeka)                       | Lorenzo, Lujipeka                      | XKZOO             | 2:18 |

## Titre certifié en France
- Freestyle du sale  Diamant [2]

## Classement et certification
| Classement (2017)        | Meilleure position | Certification |
| ------------------------ | ------------------ | ------------- |
| France (SNEP Megafusion) | 102                | Or            |